# 右水乡
右水乡，是中华人民共和国江西省赣州市会昌县下辖的一个乡镇级行政单位。

## 行政区划
右水乡下辖以下地区：
右水社区、右水村、大华村、下磜村、梅磜村、中坝村、田高村、田丰村、梅丰村、大群村、围背村、松林村和田升村。